# Karin Böhme-Dürr

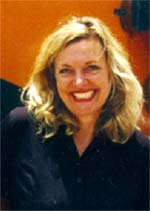
Karin Böhme-Dürr

Karin Böhme-Dürr (* 16. Februar 1949 in Erfurt; † 14. Juni 2004 in München) war eine deutsche Kommunikations- und Medienwissenschaftlerin. Sie war Professorin und Mitbegründerin der Kommunikations- und Medienwissenschaft an der Heinrich-Heine-Universität Düsseldorf.

## Leben
Karin Böhme-Dürr wurde als Tochter von Werner Böhme und Anna Weiss geboren. Am 29. September 1983 heiratete sie Alfred Dürr, mit dem sie zwei Kinder hatte. Zu ihren Aufgaben an der Universität und bei ihren Forschungsaufgaben zählte sie immer die kritische Betrachtung der Medien und deren Wandel.

## Werdegang
Karin Böhme-Dürr besuchte die University of Arizona, wo sie im Jahr 1973 den Master of Arts in Linguistics mit dem Titel  M. A. (USA) abschloss. 1975 erhielt sie das Diplom in Psychologie an der Ruprecht-Karls-Universität Heidelberg. 1983 war Karin Böhme-Dürr als Forschungsstipendiatin am Max-Planck-Institut für Psycholinguistik mit einer Arbeit zur Entwicklung des Sprachbewusstseins eingebunden. An der Radboud-Universität Nijmegen in den Niederlanden promovierte sie zum Dr. phil. Sie habilitierte im Jahr 1998 (Venia legendi) in Kommunikations- und Medienwissenschaft an der Universität Leipzig mit einer Arbeit zum Thema Veränderung von Nationenimages mit dem Titel: Perspektivensuche. Deutschland in US-amerikanischen Tageszeitungen im Zeitraum 1976–1995.
1980 begann Böhme-Dürr als Universitätsassistentin an der Ludwig-Maximilians-Universität München, wo sie bis 1989 tätig war. Von 1990 bis 1991 war sie am Deutschen Zentralinstitut für Kommunikation im Bereich Jugend- und Bildungsfernsehen des Bayerischen Rundfunks in München involviert und bekam so ein Forschungsstipendium an der University of California in San Diego. Böhme-Dürr forschte und lehrte unter anderem an der Ludwig-Maximilians-Universität München, Humboldt-Universität zu Berlin, Universität Leipzig, Universität Babenberg, der University of Minnesota (School of Journalism and Mass Communication), der University of California (Department of Communication) sowie in der deutschen Forschungsgemeinschaft an der Harvard University (Center of European Studies).
Im Jahr 1994 erhielt sie eine Professur an der Universität Bamberg im Fachbereich Sozialwissenschaften. Ab 1999 erhielt sie einen Lehrstuhl für Medienwissenschaft in Düsseldorf an der Heinrich-Heine-Universität. Dazu trug sie dazu bei, das Sozialwissenschaftliche Institut und seine Studiengänge neu aufzubauen. Dabei gelang es ihr, das Fach in Kommunikations- und Medienwissenschaft umzubenennen.

## Wissenschaftliche Arbeiten und Veröffentlichungen
- Beitrag in Enrico Demurray: „Medienwirklichkeit - Wirklichkeit“: Beiträge zur Medienpädagogik, Kreisjugendring Nürnberg-Stadt 1988, ISBN 978-3-9801217-5-0
- Karin Böhme-Dürr (Hrsg.): „Wissensveränderung durch Medien : theoretische Grundlagen und empirische Analysen“, Saur München 1990, ISBN 978-3-598-10896-9
- Karin Böhme-Dürr (Hrsg.): „Auf der Suche nach dem Publikum. Medienforschung für die Praxis“, Universitäts-Verlag Konstanz 1995, ISBN 978-3-87940-552-7
- Karin Böhme-Dürr: „Perspektivensuche. Das Ende des Kalten Krieges und der Wandel des Deutschlandbildes in der amerikanischen Presse (1976-1998)“, Universitäts-Verlag Konstanz 2000, ISBN 978-3-89669-237-5
- Karin Böhme-Dürr (Hrsg.), Thomas Sudholt (Hrsg.) unter Mitarbeit von Alexandra Dolff und Carsten Breinker: „Hundert Tage Aufmerksamkeit : das Zusammenspiel von Medien, Menschen und Märkten bei 'Big Brother'“, Universitäts-Verlag Konstanz 2001, ISBN 978-3-89669-342-6
- Dissertation „Children's Understanding and Awareness of German Possessive Pronouns“, 1983 an der Universität Nijmegen.
- Heinz Moser: „Einführung in die Medienpädagogik: Aufwachsen im Medienzeitalter“, Springer Verlag 1988, ISBN 978-3-531-90589-1
- Karin Böhme-Dürr (Hrsg.), Susanne Keuneke (Hrsg.): „Kommunikation in der Praxis: Gegenwart und Zukunft von Medienberufen“, Vistas 2003, ISBN 978-3891583685

## Auszeichnungen
- 1984: Erster Nachwuchswissenschaftler-Preis für „Wie und warum verändern sich Zeichensysteme?“ der DGPuK.[5]
- 1988: „Top Paper Award“ der International Communications Association[6]